# Ahmed Mehmedbašić
Háfiz Ahmed-efendija Mehmedbašić (5. prosince 1878 Mostar, Bosna a Hercegovina – 19. dubna 1942 Bělehrad, Srbsko) byl bosenskohercegovský pedagog a politik bosňáckého původu.

## Životopis
V rodném městě navštěvoval mekteb, islámskou základní školu, základní školu a medresu. Mezi lety 1892 a 1895 působil jako imám v Háfiz-hodžově mešitě v Mostaru. Nato přešel do Sarajeva, kde roku 1900 absolvoval Šarí‘atskou soudní školu. Po dokončení této školy získal místo ve vilájetském archivu Zemské vlády. V říjnu 1901 byl jmenován dočasným učitelem Vyššího gymnázia v Mostaru. Roku 1905 odešel na studia do Istanbulu, tradičního centra islámské vzdělanosti.
Roku 1910 se vrátil do vlasti a krátce nato kandidoval za Muslimskou národní organizaci (MNO) v prvních volbách do bosenského zemského sněmu, saboru. Madát získal v první, velkostatkářské kurii, a to ve druhé třídě. Poslancem zůstal až do rozpuštění sněmu roku 1915. V druhé polovině roku 1913 byl redaktorem listu Novi vakat (Nový čas) Sjednocené muslimské organizace, v níž se sloučila MNO a Muslimská nezávislá strana. Nato byl v první polovině roku 1914 vlastníkem a šéfredaktorem stranického tiskového orgánu Vakat (Čas). Periodikum bylo v souvislosti se začátkem světové války v srpnu 1914 zakázáno.
Za první světové války působil ve Vídni jako záložní vojenský imám. Po válce byl učitelem a imámem. V dubnu 1922 byl jmenován stálým vojenským imámem. V prosinci 1924 získal místo ředitele v nově zakládané Vyšší medrese (Velika medresa) ve Skopji. Na tomto postu setrval až do dubna 1941, kdy se Jugoslávie rozpadla v důsledku německé invaze. Poté se přestěhoval do Bělehradu, kde záhy těžce onemocněl a po několika měsících zemřel.